# 沃特福德 (加利福尼亚州)
沃特福德（英語：Waterford），是美国加利福尼亚州斯坦尼斯劳斯县下属的一座城市。建市于1969年11月7日，面积大约为2.33平方英里（6平方公里）。根据2010年美国人口普查，该市有人口8,456人。